# میدان هوایی اسپنسر
میدان هوایی اسپنسر (به انگلیسی: Naval Outlying Field Spencer) یک فرودگاه است . این فرودگاه در کشور ایالات متحده آمریکا قرار دارد .